# La Peña, Dominikanska republiken
La Peña är en ort i Dominikanska republiken.   Den ligger i provinsen Duarte, i den centrala delen av landet, 90 km norr om huvudstaden Santo Domingo. La Peña ligger 106 meter över havet och antalet invånare är 976.
Terrängen runt La Peña är platt åt sydväst, men åt nordost är den kuperad. Terrängen runt La Peña sluttar söderut. Runt La Peña är det ganska tätbefolkat, med 192 invånare per kvadratkilometer. Närmaste större samhälle är San Francisco de Macorís, 8,9 km väster om La Peña. I omgivningarna runt La Peña växer i huvudsak städsegrön lövskog.